# Karosa
Karosa est une entreprise tchèque de carrosseries créé en 1895 dans la ville de Vysoké Mýto. Elle a été rachetée par Irisbus le 1er janvier 1999, et a été renommée en 2007 Irisbus Czech Republic. Depuis 2014, elle est l'une des usines d'Iveco Bus.

## Historique

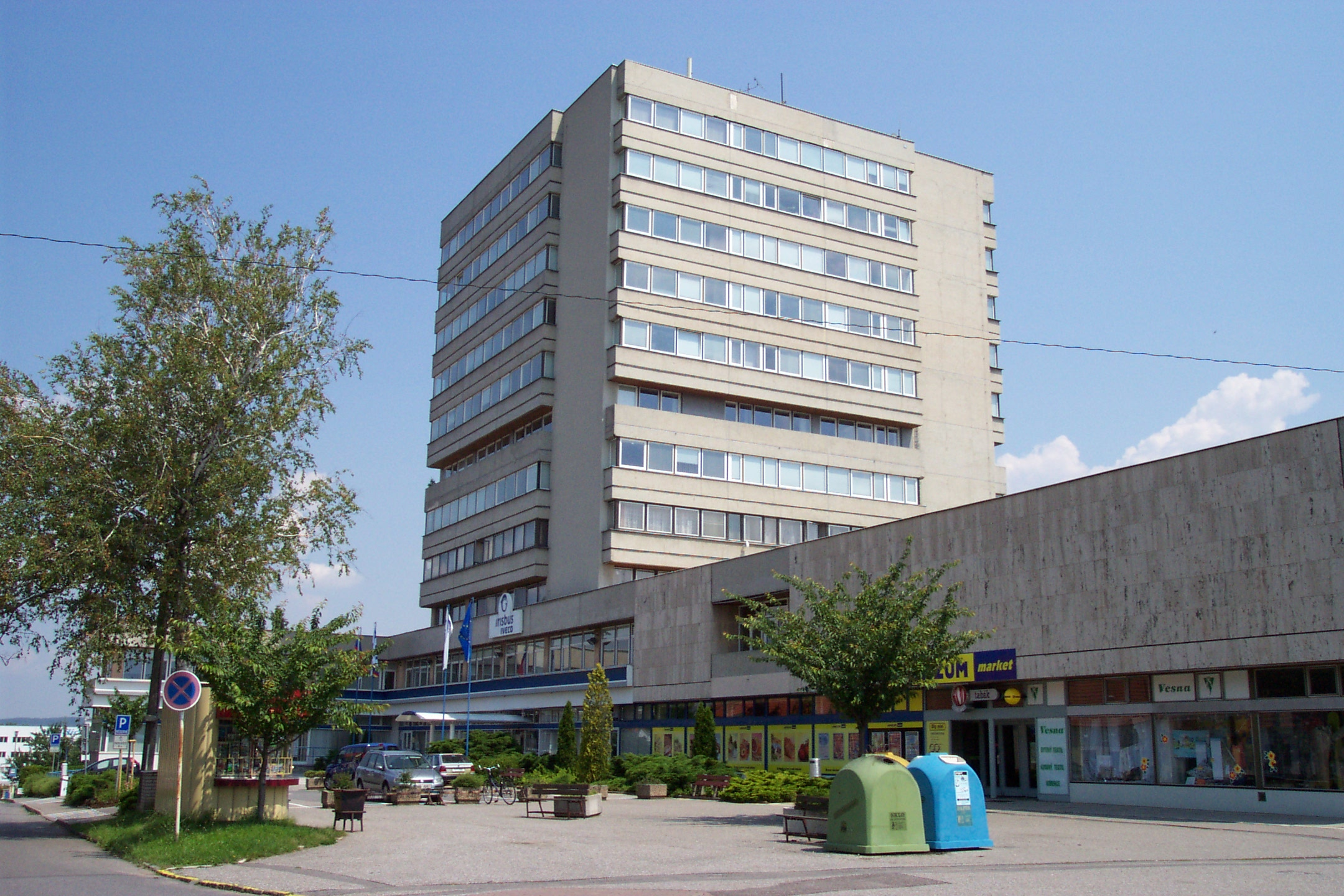
Siège social à Vysoké Mýto.

### Origines
L'entreprise, baptisée du nom de son créateur, a été fondée en 1895 par Josef Sodomka pour fabriquer des calèches, réputées stables et de grande qualité. Son argument commercial était de reprendre les vieilles voitures des clients pour en vendre de nouvelles avec un complément financier acceptable. L'entreprise fabrique ensuite des carrosseries pour des fabricants d'automobiles, comme cela se pratiquait au début du XXe siècle. Ainsi en 1925, Sodomka a réalisé une voiture adaptée au châssis de la Praga Mignon. À partir de 1926, la société se lance dans la fabrication industrielle de carrosseries pour véhicules utilitaires.
C'est en 1928 que les premiers autobus sont commercialisés. Sodomka n'a pas seulement travaillé pour des marques tchèques, comme Škoda, Praga ou Tatra, mais également pour des marques occidentales renommées, comme Mercedes-Benz ou Rolls-Royce. Après la Seconde Guerre mondiale naîtront des carrosseries spéciales, comme le cabriolet, sur une base de Mercedes-Benz 170.

### Création et lancement de Karosa
En 1948, l'entreprise est nationalisée et devient une société d'État (Národni Podnik), rebaptisée Karosa. La nouvelle entreprise construit des autobus sur des châssis Škoda, le seul constructeur tchécoslovaque.
À partir de 1962, Karosa devient le seul fabricant de véhicules spéciaux en Tchécoslovaquie.
À partir de 1982, Karosa coopère avec le fabricant d'autobus LIAZ.

### La fin de l'indépendance
En 1993, Renault prend une participation de 34 % dans l'entreprise. En 1999, Irisbus, union de Renault Bus et Iveco Bus porte sa participation à 94 % dans Karosa et la société sera intégrée dans Irisbus par le biais de la filiale Iveco Czech Republic.

## Activités et résultats

### Évolution du logo
Le logo a évolué trois fois entre 1948 et 1999.

Premier logo
Deuxième logo
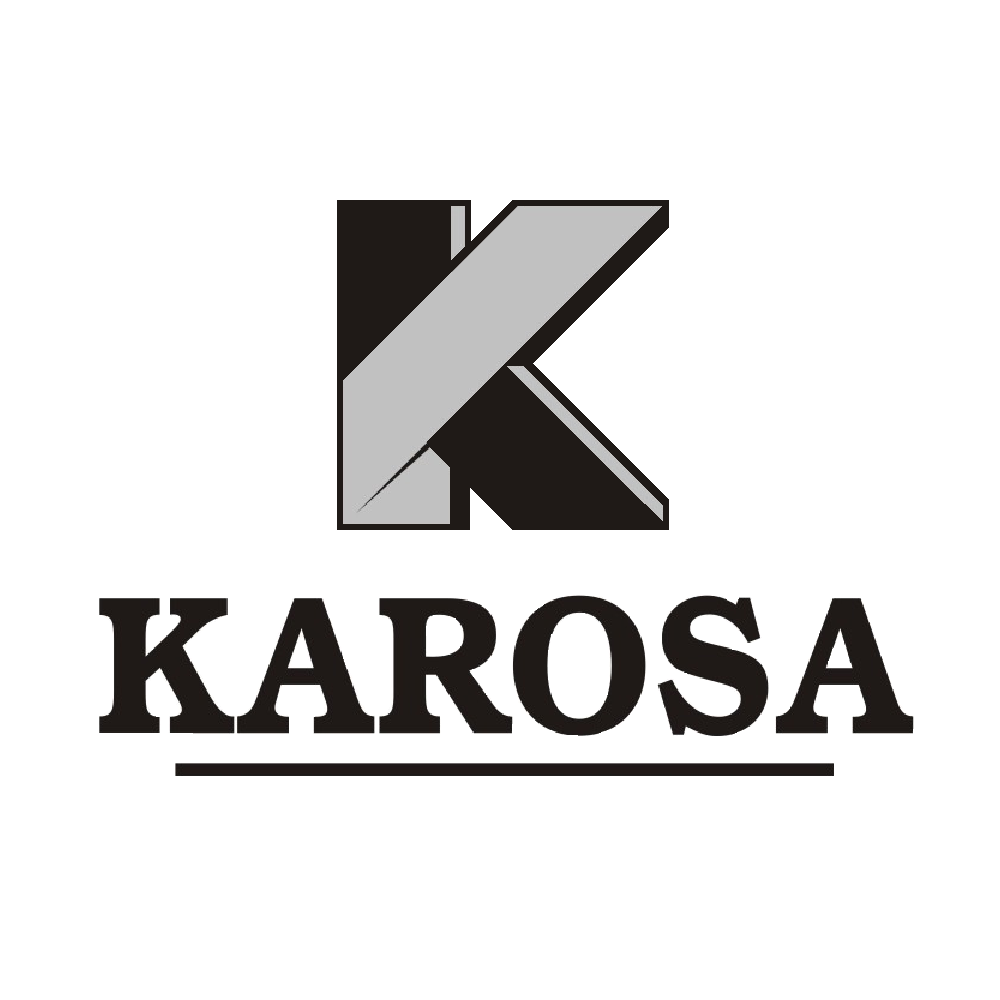
Troisième logo

## Les véhicules

### Désignation des modèles
- Lettre : elle désigne le type du véhicule : B = urbains et suburbains (autobus), C = scolaires et interurbains (autocars), LC = tourisme (autocars).
- Le premier chiffre : il désigne le numéro de la série du véhicule (la nomenclature de produits d'ingénierie).
- Le deuxième chiffre : il désigne la longueur approximative du véhicule : 3 = 11 m, 4 = 17 m, 5 = 12 m et 6 = 18 m.
- Le troisième chiffre : 
  - Pour les véhicules B : il indique le type de boîte de vitesses : 1 = automatique, 2 = manuelle.
  - Pour les véhicules C : il indique le type de boîte de vitesses et le type du distance : 3 = moyenne distance avec une transmission automatique (scolaire et interurbain), 4 = moyenne distance avec une transmission manuelle (scolaire et interurbain), 5 = moyenne et/ou longue distance avec une boîte manuelle et un plus grand espace bagages (scolaire, interurbain et régional).
  - Pour les véhicules LC : 5, 6 ou 7 = plus le nombre est grand, plus l'autocar est luxueux.

### Autobus

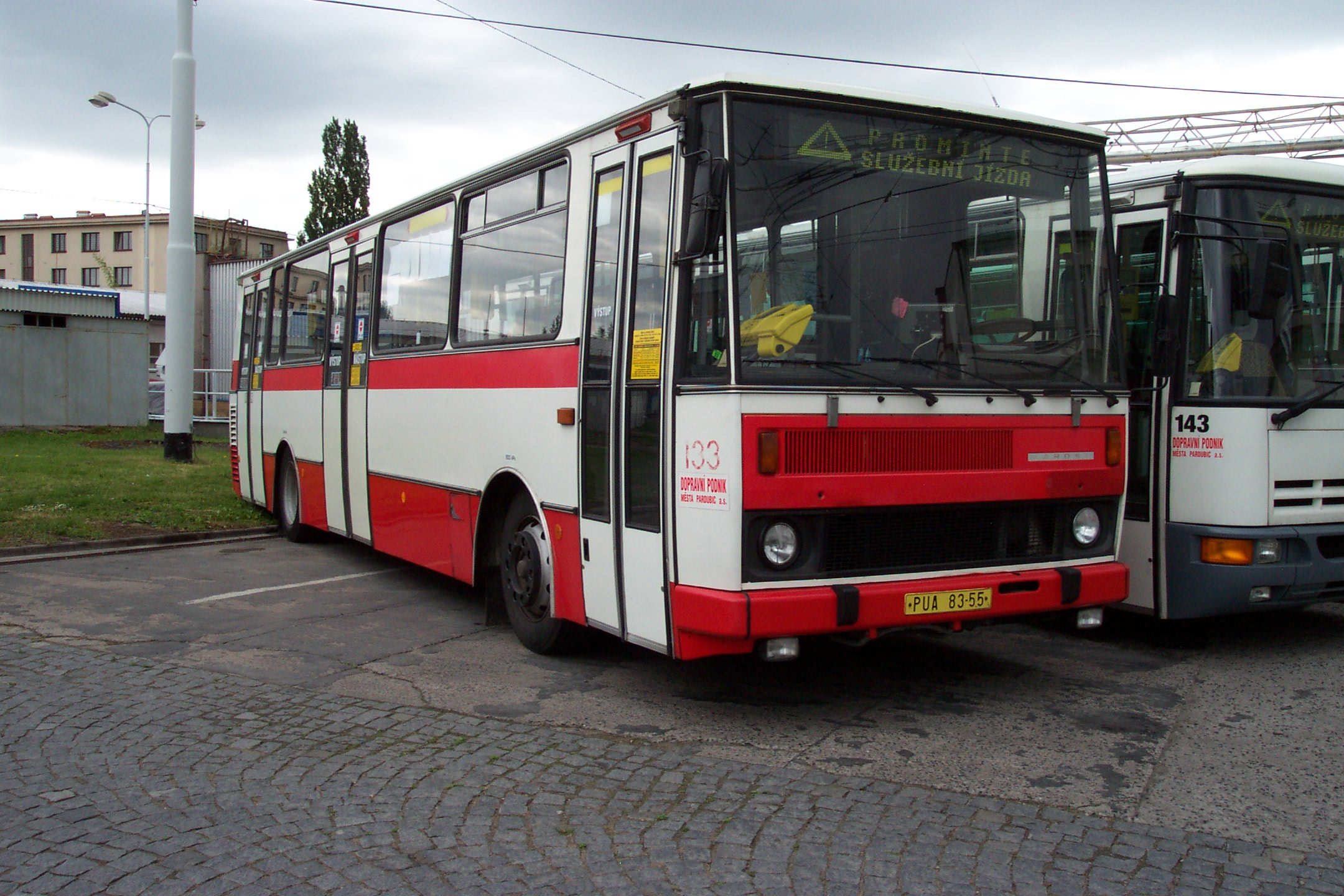
Karosa B 731

#### Standard
- Les premiers : Skoda 706 RTO MTZ • Skoda 706 RTO MEX • SM 11
- Série 700 : B 731 • B 732
- Série 800 : B 831 • B 832
- Série 900 : B 931 • B 932 • B 951 • B 952
- Citybus (Renault Agora S badgé Karosa. En circulation surtout en République Tchèque).
- Irisbus Citelis 10,5 & 12 m
- Irisbus Crossway LE
- Iveco Urbanway

#### Articulés

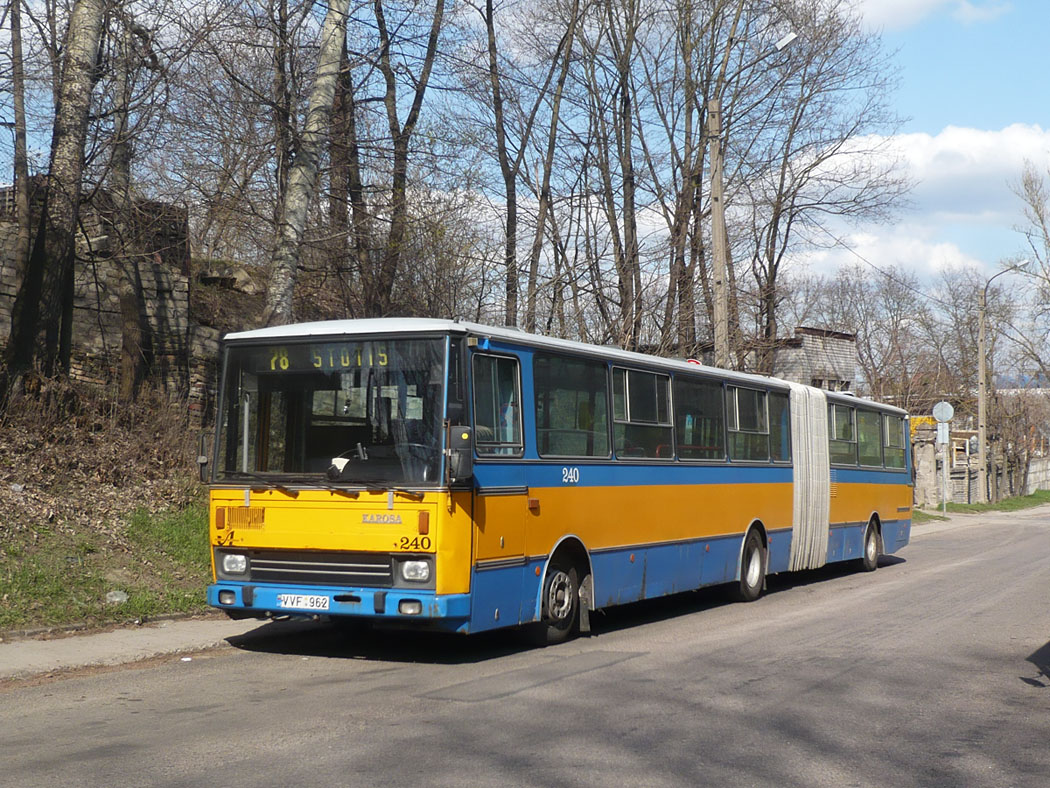
Karosa B 841

- Les premiers : Skoda 706 RTO-K • SM 16,5
- Série 700 : B 741 • C 744
- Série 800 : B 841
- Série 900 : B 941 • B 961
- Citybus • Irisbus Citelis

### Autocars

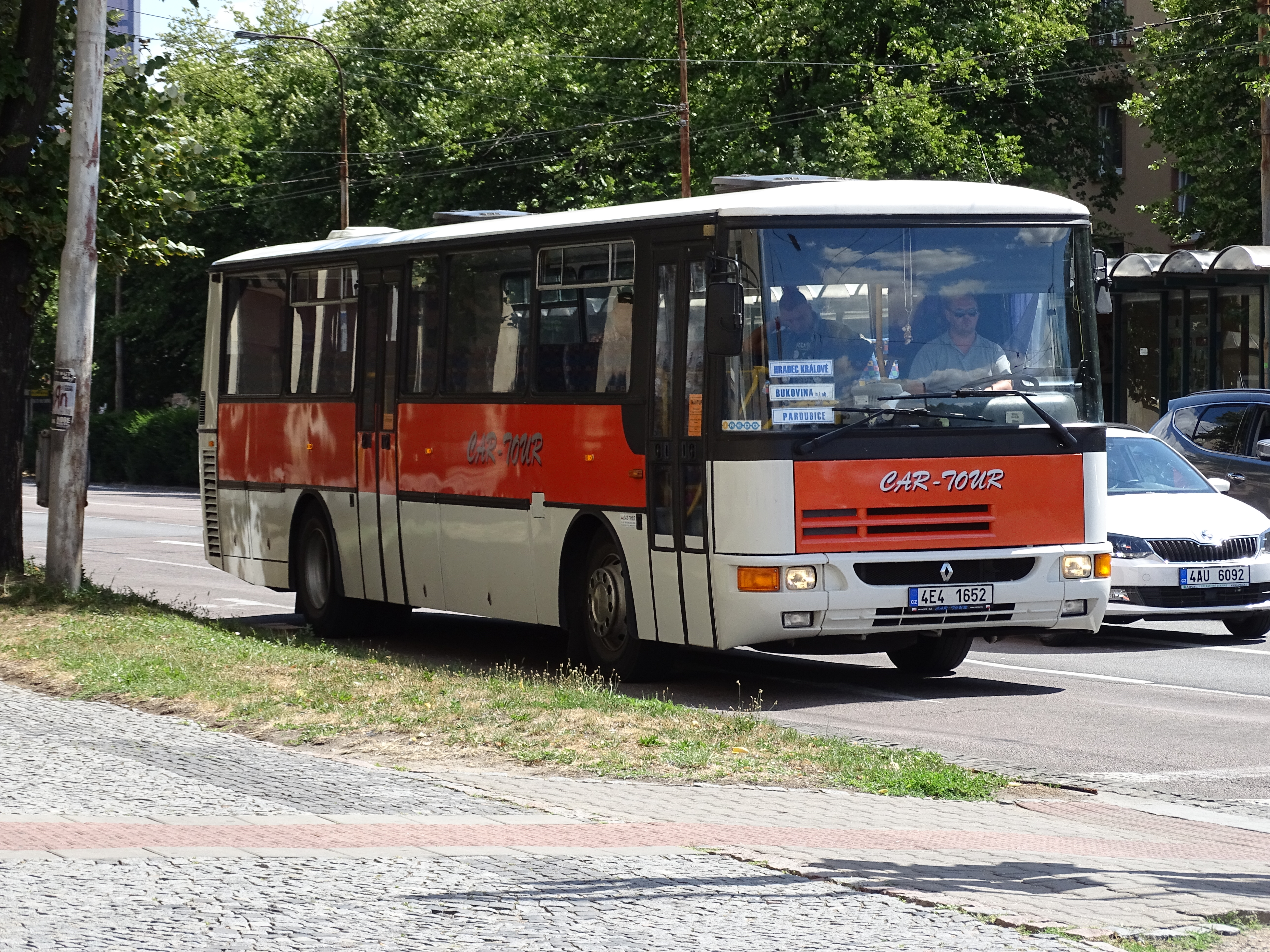
Karosa C 935

- Les premiers : Skoda 706 RTO VOITURE • SL 11
- Série 700 : C 733 • C 734 • C 735
- Série 800 : C 834 • C 835
- Série 900 : C 934 • C 943 • C 935 (Récréo) • C 954 • C 955 (Récréo) • C 956 (Axer)
- Ares
- Arway
- Récréo
- Crossway
- Crossway LE

### Autocars de tourisme

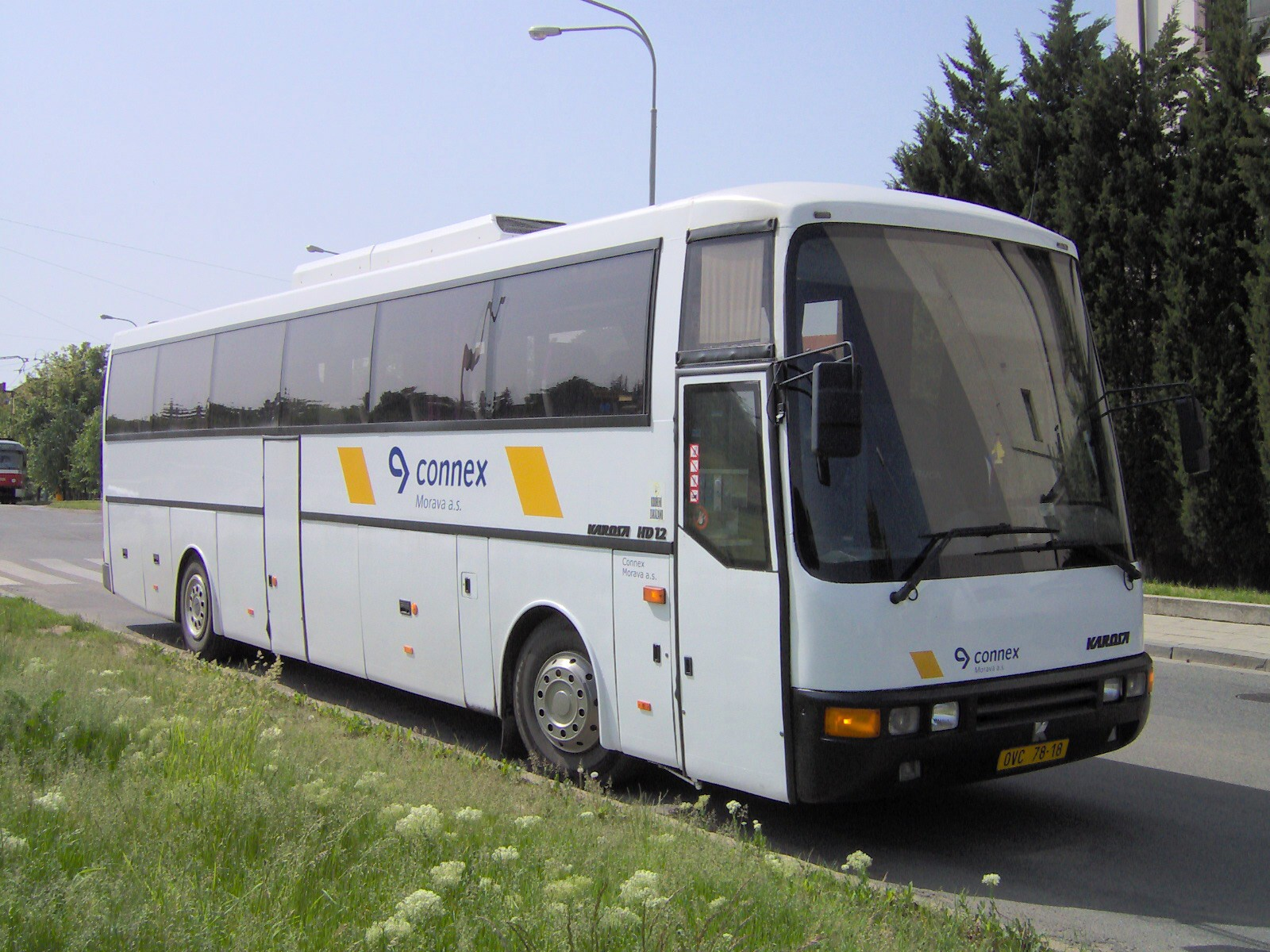
Karosa LC 757

- Les premiers : 706 RTO LUX • SD 11
- Série 700 : LC 735 • LC 736 • LC 737 (HD 11) • LC 757 (HD 12)
- Série 900 : LC 936 • LC 937 GT • LC 956 • LC 957 (HD 12)

### Les remorques
Ce type de remorque pouvaient être tractés par un bus ou un trolleybus et permettait de transporter des passagers.
- B 40 : petite remorque de transport de personne.
- D 4 : petite remorque de transport de personne.
- LP 30 : grande remorque de transport de personne couché.
- NO 80 : grande remorque de transport de personne, tracté par un camion.